# Anthony Montalba
Anthony Rubens Montalba ursprungligen Ruben Salomon Abrahamson, född 1810, död 24 juli 1884, var en svensk-engelsk affärsman och konstnär.
Han var son till skeppsredaren i Karlskrona Aron Abramson och Fredrika Schlesinger och gift med Emeline Davies. Han var far till konstnärerna Clara och Henriette Montalba. Han tillhörde den från Tyskland inflyttade släkten Abramson och var sonson till hovgravören i Mecklenburg-Schwerin Abraham Aaron. Han var också bror till August Abrahamson, ägare till Nääs Slott utanför Göteborg. Montalba rymde som 16-åring till England där han blev anställd vid en konst- och antikhandel. Han gifte sig med ägarens dotter och efter ägarens död fick han överta rörelsen och Montalbas förmögenhet underförutsättning att han antog namnet Montalba.
Han var verksam som genremålare i London 1847-1884. Familjen bodde huvudsakligen i Venedig. Av hans fem barn blev fyra konstnärer varav två periodvis var verksamma i Sverige.  